# Bo Högberg
Bo Högberg (Mollösund, 18 dicembre 1938 – Mölndal, 8 novembre 2005) è stato un pugile e attore svedese, campione europeo dei pesi superwelter nel 1966 ed avversario di Bruno Visintin e Sandro Mazzinghi.

## Biografia

### Carriera pugilistica
Professionista dal 1962. Nel 1965 batte l'italo-francese Fabio Bettini per KO al settimo round. Dopo 27 match, combattuti quasi tutti in Svezia, tranne 2 in Danimarca e uno a New York, con una sola sconfitta, ottiene la chance di sfidare il campione europeo dei superwelter Bruno Visintin. Il 1º gennaio 1966, a Copenaghen, nel suo ultimo incontro, Visintin è sconfitto per KOT al 7º round, dal pugile svedese che gli strappa la cintura europea.
Il suo regno dura solo sei settimane perché L'11 febbraio 1966, sul ring casalingo di Stoccolma, è costretto a consegnare il titolo continentale nei guantoni del francese Yoland Lévèque che lo batte ai punti in quindici riprese.
L'11 novembre a Stoccolma, ottiene la chance di riconquistare il titolo europeo, sfidando in casa l'italiano Sandro Mazzinghi che aveva spodestato Lévèque pochi mesi prima. Subisce una dura punizione perdendo per KO tecnico alla quattordicesima ripresa.
Nel 1967 combatte altri sei match, con cinque vittorie e un pari poi, il 5 aprile 1968, subisce un'altra sconfitta ai punti dallo statunitense Harold Richardson e si ritira dalla boxe.

### Vita privata e carriera cinematografica
Bo Högberg si sposa nel 1966 con l’attrice Anita Lindblom, per divorziare quattro anni dopo nel 1970. È stato anche attore recitando, tra l'altro, nel film Il colpo (1978).